# Pain de seigle
Pour les articles homonymes, voir Le Pain noir (homonymie).

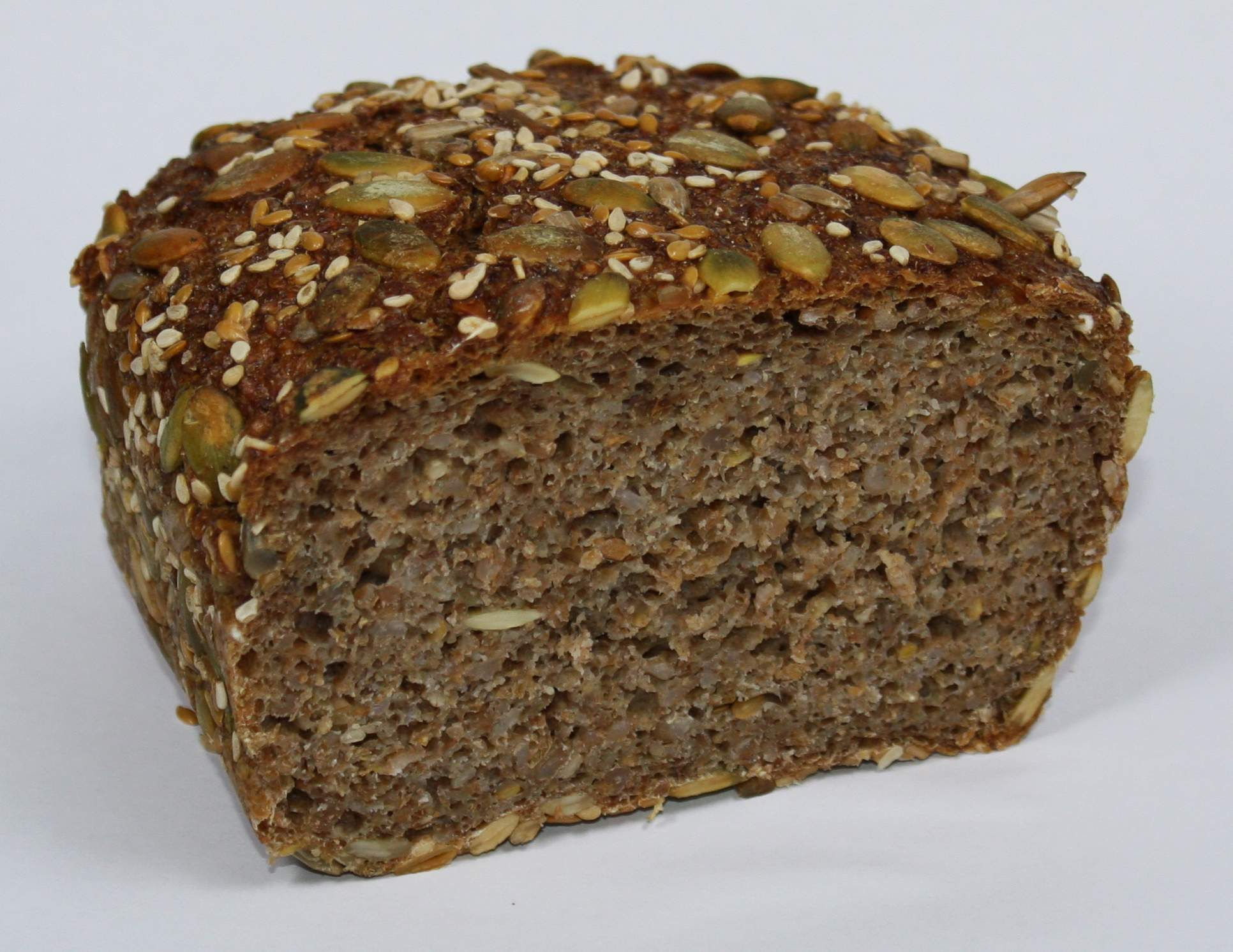
Pain de seigle.

Le pain de seigle fait partie des pains dits spéciaux en ce qu'il est fabriqué principalement avec de la farine de seigle. Ce pain est aussi appelé « pain noir ».

## Fabrication
La farine de seigle n'étant pas propre à la fabrication[réf. nécessaire], elle doit être pétrie pour faire du pain, avec une quantité notable de farine de froment (gruau et pâte fermentée)[réf. nécessaire]. La proportion de farine de seigle dans la pâte doit être au minimum de 65 % pour que le pain puisse être commercialisé sous ce terme ; si le taux est compris entre 10 et 65 %, le pain est appelé « pain au seigle ». Quand les deux céréales sont en quantités voisines, il s'agit de « pain de méteil ». Selon ces proportions, le pain se rapproche plus ou moins par sa densité et par sa coloration, des pains riches en son (pain complet, pain au son).
Même avec une forte proportion de froment, l'obtention d'un pain acceptable[réf. nécessaire] demande un savoir-faire passant par diverses étapes. Ainsi les temps de pointage et d'apprêt sont assez courts et la cuisson doit être obtenue à cœur sans calcination de surface.

## Traditions
C'est une spécialité en Valais en Suisse, ayant un cahier des charges bien précis. Le pain de seigle du Valais est protégé par une appellation d'origine protégée.
Le pain au seigle est apprécié en association avec certains mets tels que des fromages.
Une spécialité, le « benoîton », dérive du pain au seigle par ajout de raisins de Corinthe et façonnage en pâtons de moins de cent grammes.

## Pumpernickel
Le pumpernickel est un pain préparé principalement à base de farine de seigle complète ou intégrale. Sa couleur noire ou brun foncé, son odeur de chocolat noir et de café sont des particularités qui caractérisent ce pain. D'origine allemande, il en existe aujourd'hui plusieurs variétés.